# Muellers Erdviper
Muellers Erdviper (Micrelaps muelleri), oder kurz Erdviper, ist eine Schlangenart aus der Familie Micrelapidae, die im Nahen Osten in Israel, dem Libanon und Syrien verbreitet ist. Sie besitzt im hinteren Bereich des Kiefers hinterständige Furchenzähne, die mit Giftdrüsen verbunden sind.

## Merkmale
Muellers Erdviper ist eine kleine Schlangenart und erreicht eine Länge von maximal etwa 35 bis 52 cm. Die Körperfarbe ist schwarz oder schwarzbraun mit weißen Ringen, die in ihrer Breite variieren und teilweise jeweils breiter und schmaler als die dunklen Ringe sind. Die Bauchseite ist dunkel gefärbt, wodurch die hellen Ringe unterbrochen werden. Der Kopf ist dunkelbraun, der Nacken hell.
Der Kopf ist flach und vom Körper abgesetzt. Die kleinen Augen besitzen eine rundovale Pupille. Das Stirnschild ist sehr klein, ein Zügelschild fehlt ebenso wie die Voraugenschilde. Hinter dem Auge befindet sich ein Postoculare. Das dritte und vierte Oberlippenschild stößt mit der Oberkante an das Auge, insgesamt sind sieben Schilde ausgebildet. Die Körperschuppen sind glatt. Um die Körpermitte liegen 15 Schuppenreihen.

## Verbreitung und Lebensraum
Muellers Erdviper ist im Nahen Osten in Israel, dem Libanon und Syrien zu finden. Als Lebensraum besiedeln die Tiere Dornbuschsteppen und Halbwüsten mit felsigem und steinigem Untergrund, dabei erreichen sie Höhenlagen von bis zu 2.000 m.

## Lebensweise
Über die Lebensweise von Muellers Erdviper liegen nur wenige Daten vor. Sie ist eine überwiegend nachtaktive Bodenschlange, die im Erdreich wühlt und dabei nach Kleinsäugern wie Mäusen sowie Eidechsen sucht. Häufig findet man sie auch in Gangsystemen von Kleinsäugetieren.
Die Schlange ist eierlegend.

## Schlangengift
Muellers Erdviper besitzt ein relativ wirksames aber im Regelfall nicht tödliches Gift, welches sie über die hinterständigen Furchenzähne in eine Wunde einbringen können.